# Ruta de Delaware 1B
La Ruta de Delaware 1B, y abreviada DE 1B (en inglés: Delaware Route 1B) es una carretera estatal estadounidense ubicada en el estado de Delaware. La carretera inicia en el oeste desde la DE 1     en Rehoboth Beach en sentido este hasta finalizar en la DE 1A     en Rehoboth Beach. La carretera tiene una longitud de 1,8 km (1.11 mi).

## Mantenimiento
Al igual que las autopistas interestatales, y las rutas federales y el resto de carreteras estatales, la Ruta de Delaware 1B es administrada y mantenida por el Departamento de Transporte de Delaware por sus siglas en inglés DelDOT.